# Contipus lesnei
Contipus lesnei är en skalbaggsart som beskrevs av Desbordes 1930. Contipus lesnei ingår i släktet Contipus och familjen stumpbaggar. Inga underarter finns listade i Catalogue of Life.